# Oenothera odorata
Oenothera odorata är en dunörtsväxtart som beskrevs av Nikolaus Joseph von Jacquin. Oenothera odorata ingår i släktet nattljussläktet, och familjen dunörtsväxter. Inga underarter finns listade i Catalogue of Life.

## Bildgalleri

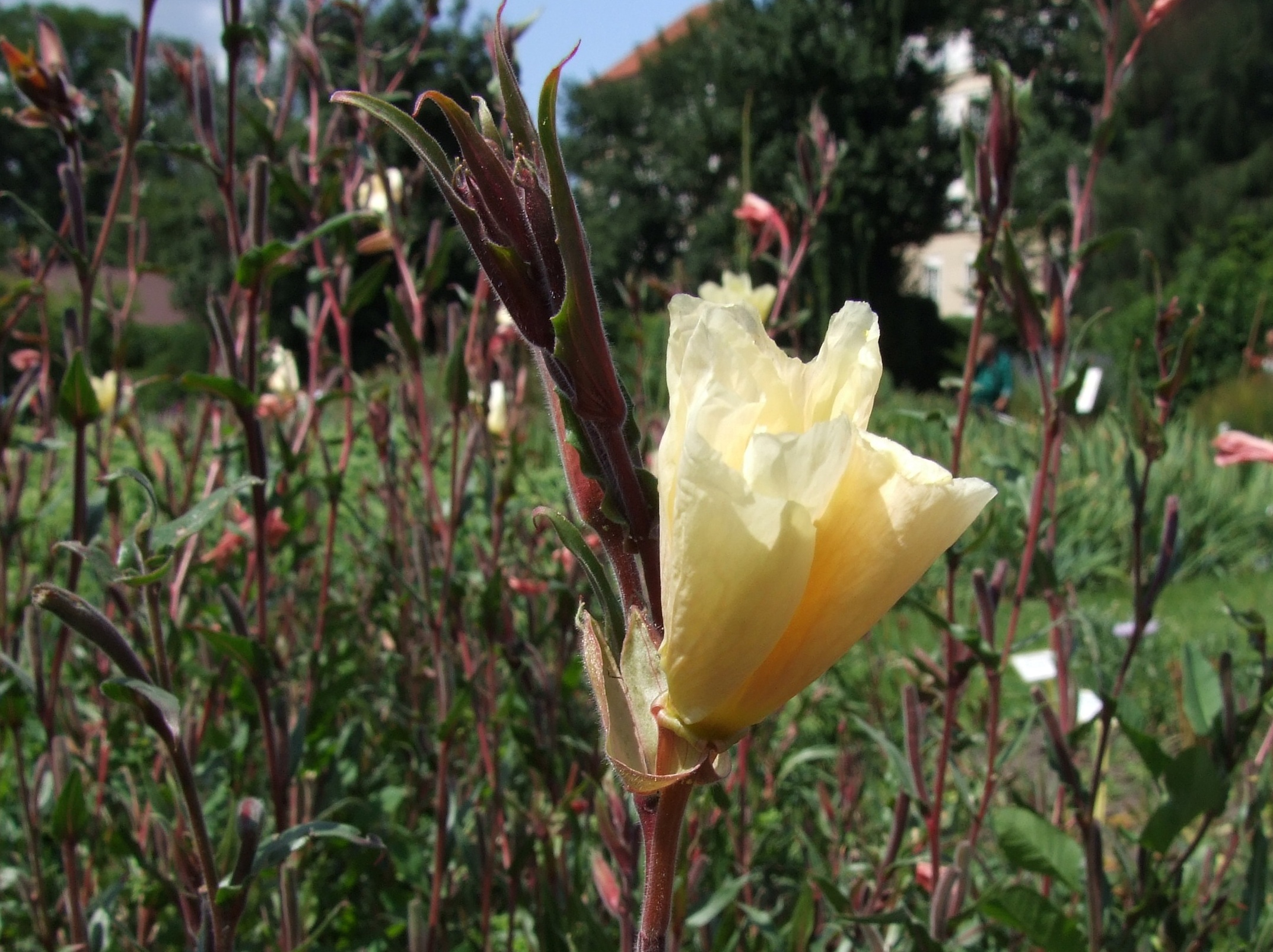
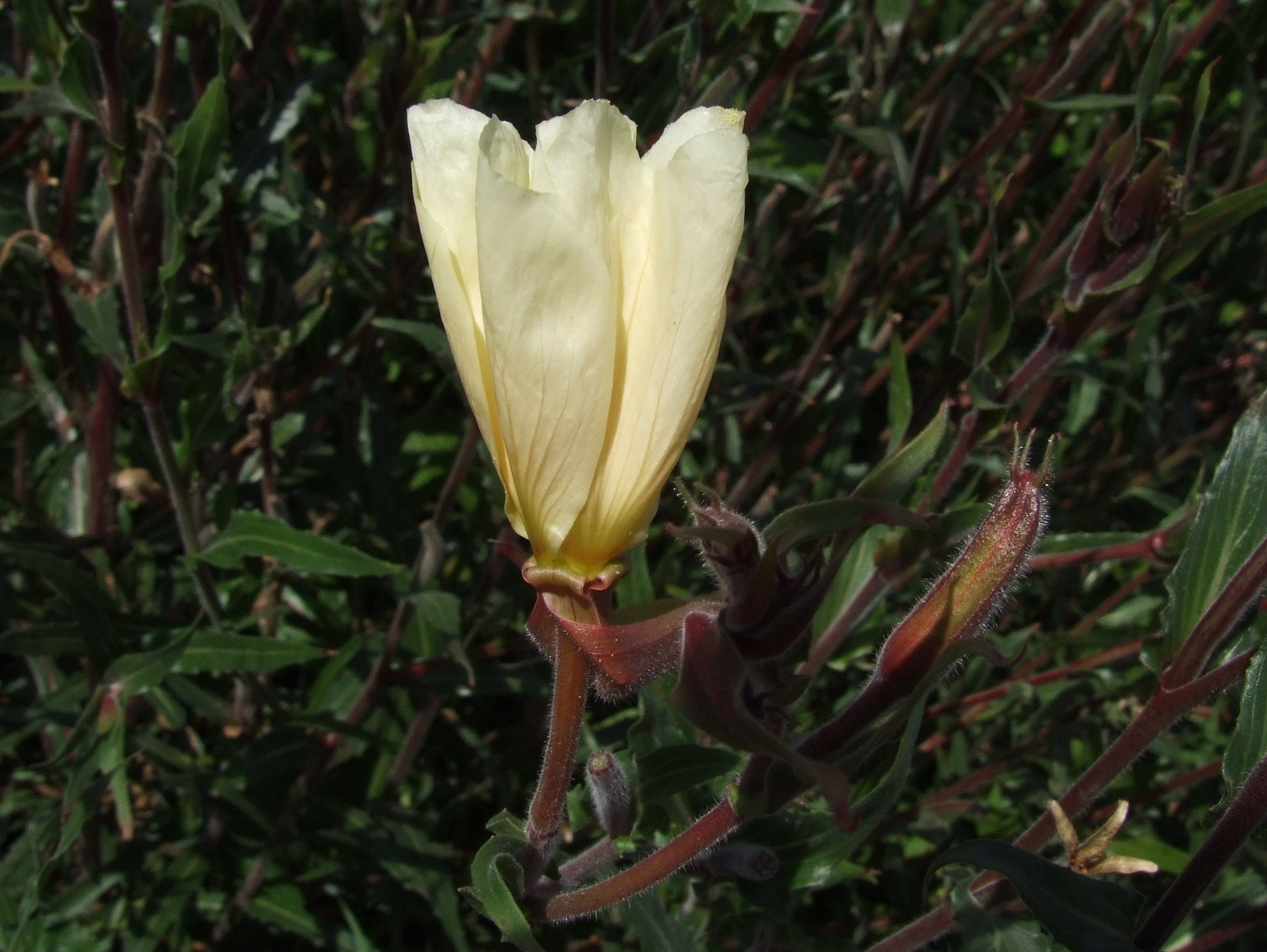
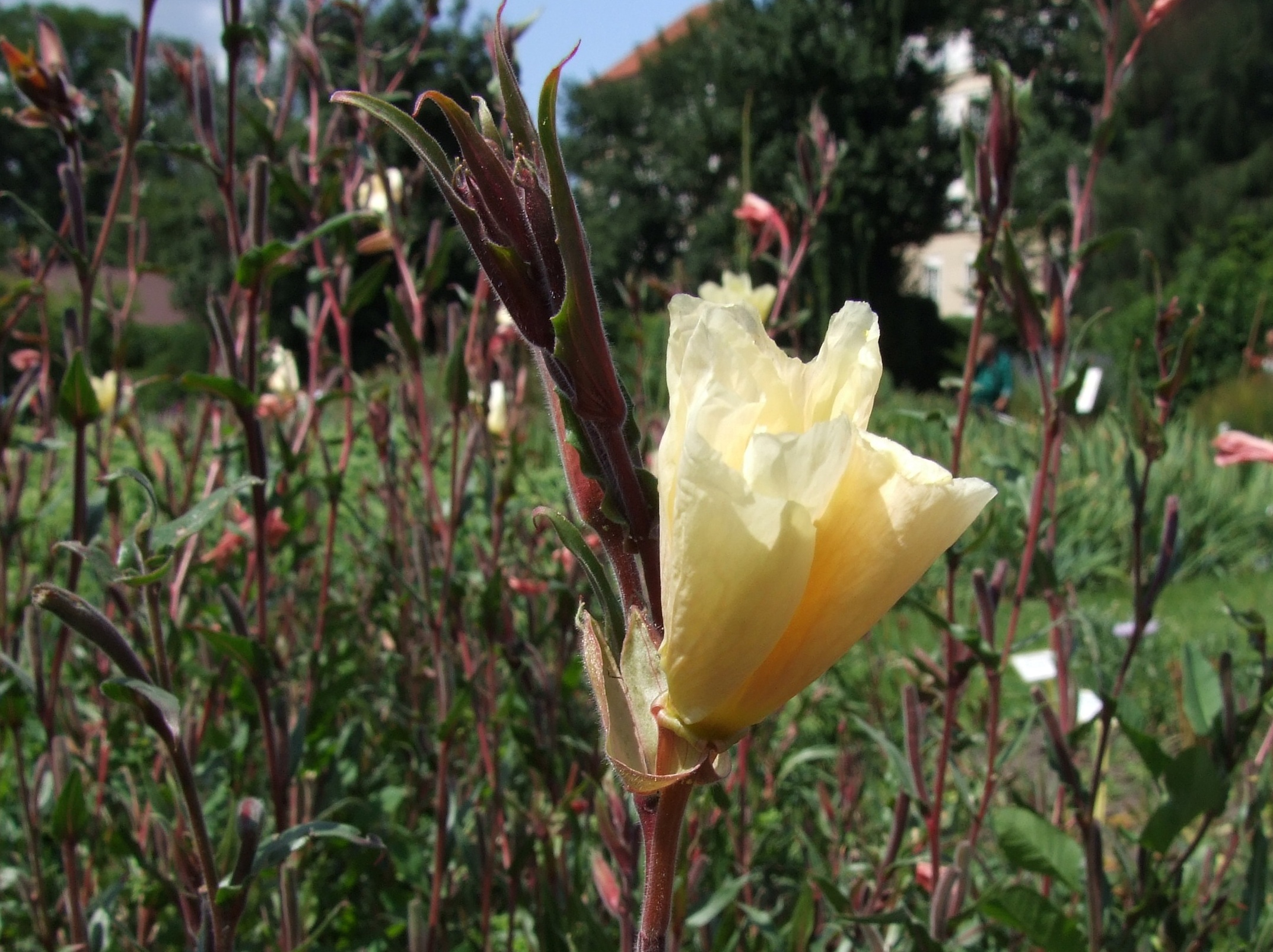
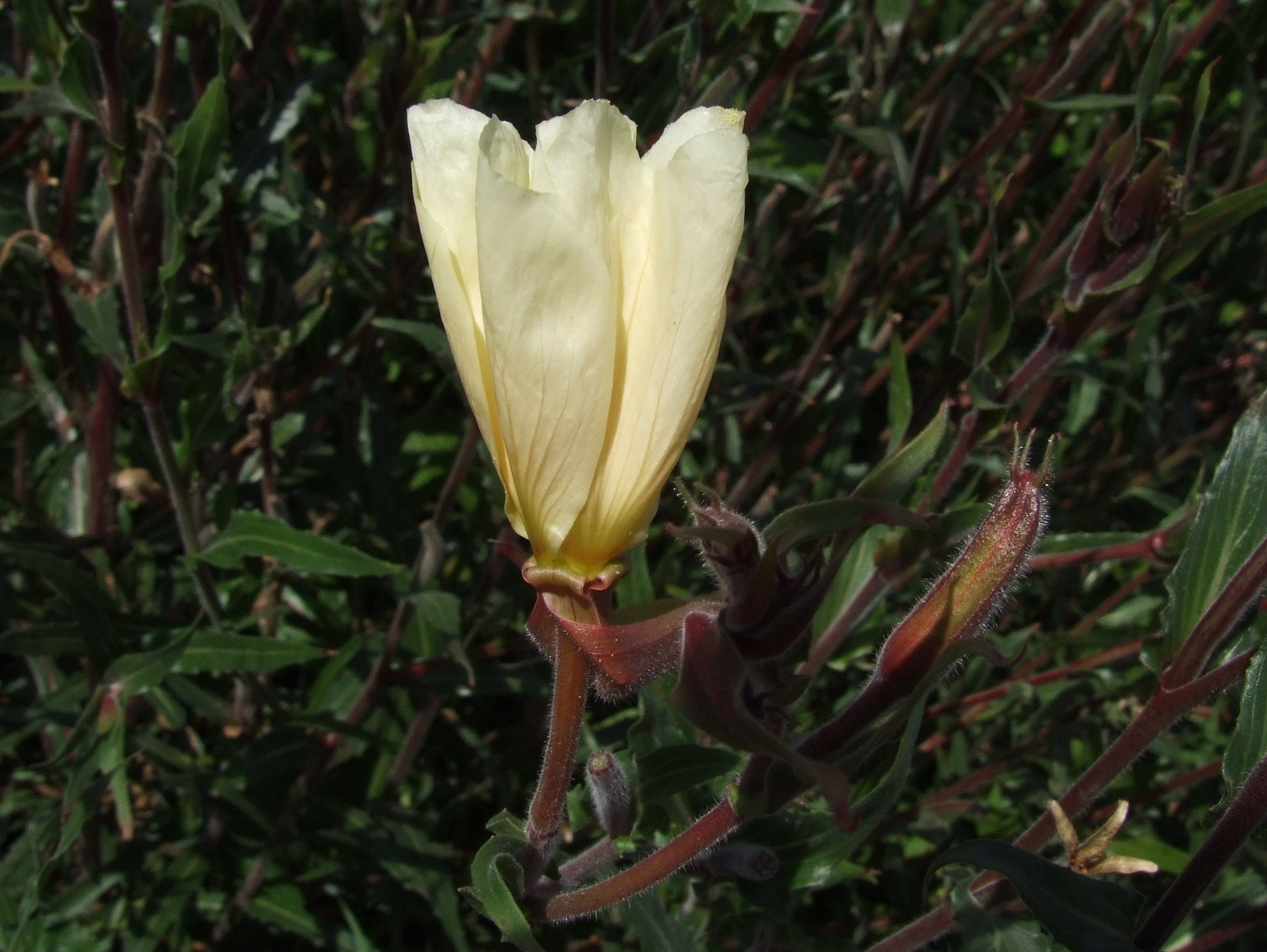